# Castelnuovo di Porto
Castelnuovo di Porto település Olaszországban, Lazio régióban, Róma megyében. Lakosainak száma 8567 fő (2023. január 1.). Castelnuovo di Porto Capena, Magliano Romano, Monterotondo, Morlupo, Riano és Sacrofano községekkel határos.

## Népesség
A település lakossága az elmúlt években az alábbi módon változott:
| Lakosok száma | 8597 | 8564 | 8567 |
|               | 2017 | 2018 | 2023 |